# Laperdiguera
Laperdiguera ist eine nordspanische Gemeinde (municipio) mit 88 Einwohnern (Stand: 2024) im Westen der Provinz Huesca in der Autonomen Region Aragonien. 

## Lage und Klima
Laperdiguera liegt etwas südlich der Sierra de la Carrodilla etwa 40 Kilometer (Fahrtstrecke) ostsüdöstlich der Provinzhauptstadt Huesca in einer durchschnittlichen Höhe von etwa 460 m. Durch den Osten der Gemeinde führt der Canal de Terreu. 

## Wirtschaft
Vorherrschend sind Ackerbau (mit künstlicher Bewässerung) und Viehzucht.

## Sehenswürdigkeiten
- St.-Peter-und-Paulskirche (Iglesia de San Pedro y Pablo)

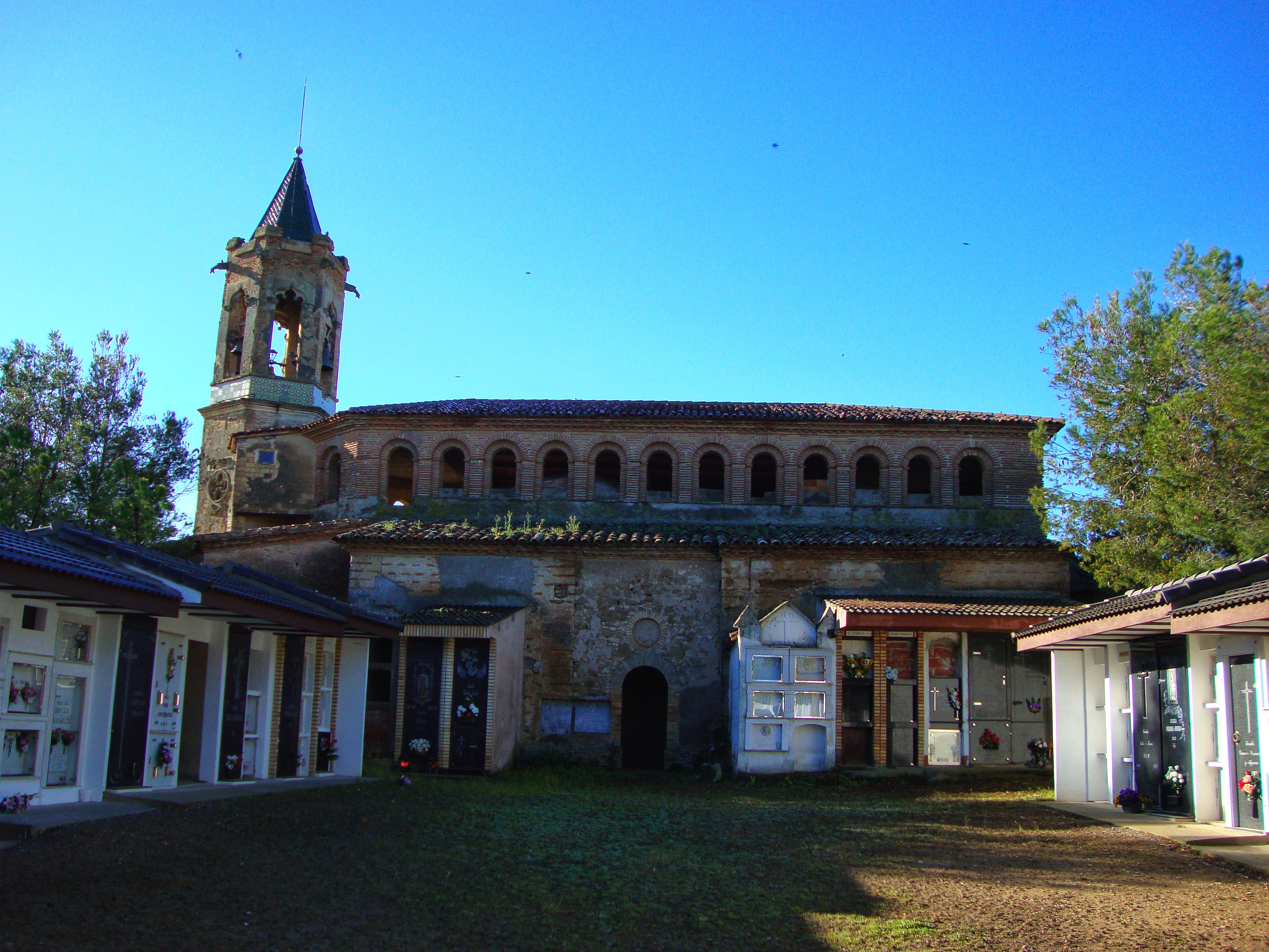
Iglesia de San Pedro y Pablo